# Keokuk (Iowa)
Keokuk es una ciudad ubicada en el condado de Lee en el estado estadounidense de Iowa. En el Censo de 2010 tenía una población de 10780 habitantes y una densidad poblacional de 393,29 personas por km².

## Geografía
Keokuk se encuentra ubicada en las coordenadas 40°24′34″N 91°24′9″O / 40.40944, -91.40250. Según la Oficina del Censo de los Estados Unidos, Keokuk tiene una superficie total de 27.41 km², de la cual 23.65 km² corresponden a tierra firme y (13.7%) 3.76 km² es agua.

## Demografía
Según el censo de 2010, había 10780 personas residiendo en Keokuk. La densidad de población era de 393,29 hab./km². De los 10780 habitantes, Keokuk estaba compuesto por el 91.91% blancos, el 3.96% eran afroamericanos, el 0.18% eran amerindios, el 0.8% eran asiáticos, el 0.02% eran isleños del Pacífico, el 0.32% eran de otras razas y el 2.82% pertenecían a dos o más razas. Del total de la población el 1.79% eran hispanos o latinos de cualquier raza.

## Celebridades
- Richard Page y Grace Medes nacieron aquí.